# Stefan Poutsma
Stefan Poutsma, né le 10 septembre 1991, est un coureur cycliste néerlandais.

## Biographie
Mesurant 1,88 mètre pour 74 kilos, il intègre l'équipe continentale Jo Piels le 1er août 2011 en tant que stagiaire puis s'engage avec cette équipe en 2012. 
En 2013, il remporte pour la première fois de sa carrière le classement général d'une course par étapes à l'issue de la Carpathian Couriers Race.

## Palmarès
- 2012[2]
  - 3e du Tour de Berlin
- 2013
  - Carpathian Couriers Race :
    - Classement général
    - 3e étape
- 2014
  - 2e étape de l'Olympia's Tour (contre-la-montre par équipes)
- 2015
  - 1rea étape de l'Olympia's Tour (contre-la-montre par équipes)
  - 2e étape du Podlasie Tour
  - 2e étape du Dookoła Mazowsza
  - 2e du Tour du Limbourg

## Classements mondiaux
| Année           | 2012 | 2013 | 2014 |
| --------------- | ---- | ---- | ---- |
| UCI Europe Tour | 541e | 277e | 612e |